# Compañía de la Nueva Francia
La Compañía de la Nueva Francia (en francés: Compagnie de la Nouvelle-France, formalmente, y coloquialmente Compagnie des Cent-Associés o Compagnie du Canada) fue una compañía privilegiada francesa en 1627, el primer intento real de colonización de América por parte de Francia. Fue una compañía comercial y de colonización para aprovechar el comercio de pieles de Norteamérica y para expandir las colonias francesas allí. La compañía obtuvo el monopolio para gestionar el comercio de la piel en las colonias de Nueva Francia, que en ese momento estaban centradas en el valle del río San Lorenzo y el golfo de San Lorenzo. Se le concedió el monopolio de todo el comercio a perpetuidad y el comercio de la piel durante 15 años en los que la Compañía se comprometió a instalar, a su costa, 4000 colonos, a administrar la colonia, a defender el territorio e igualmente a consagrarse en la conversión de los indios.
Los cien accionistas, que incluían a Samuel de Champlain y el cardenal Richelieu, adelantaron cada uno un capital de 3000 libras, que era un capital inicial lo suficientemente abundante para la finalidad de la Compañía. En 1663, Louis XIV procedió a la disolución de la Compañía de la Nueva Francia y retomó el control de la colonia.

## Antecedentes
La explotación francesa de los recursos de América del Norte se inició en el siglo XVI, cuando pescadores franceses y vascos ya usaban algunos puertos en la costa Atlántica continental como estaciones comerciales durante la temporada de pesca de verano. Los intentos de establecer asentamientos permanentes a lo largo del río San Lorenzo comenzaron ya en la década de 1540, después de las expediciones de Jacques Cartier. Estos tempranos asentamientos fracasaron y hasta 1604 no se renovaron los esfuerzos, con ocasión del monopolio comercial otorgado por el rey Enrique IV de Francia en 1603 a Pierre Dugua, sieur de Mons, que dio lugar a la creación de la Habitación en Port-Royal en Acadia (cerca de la actual Annapolis Royal, Nueva Escocia). Este intento de colonización fracasó cuando Dugua perdió su monopolio en 1607, aunque el sitio finalmente volvió a reocuparse con otros colonos. A principios de 1608 se le concedió a Dugua un nuevo monopolio de un año sobre el comercio y el derecho a establecer un asentamiento. La expedición de ese año fue dirigida por Samuel de Champlain (que también había tenido un importante papel en el establecimiento de la colonia de Acadia), y dio lugar a la creación de la colonia que creció hasta convertirse en Quebec City.
De 1613 a 1620, la Compagnie des Marchands operó en Nueva Francia, pero como resultado de un incumplimiento de su contrato, perdió sus derechos en 1621 en favor de la Compagnie de Montmorency. En todos estos años, los titulares del monopolio tuvieron problemas con frecuencia para lidiar con comerciantes pícaros (de Francia y otras naciones) en América del Norte, por un lado, y con los opositores a su monopolio que tenían conexiones políticas en Francia, por el otro. Muchos de los directores de estas compañías estaban más interesados en el comercio que en la colonización, lo que solía ser una carga para las finanzas de la compañía. Champlain, que defendió los esfuerzos de colonización, trabajó incansablemente para asegurarse de que las colonias francesas sobrevivieran en medio de los cambios políticos y sociales de poder. En 1627, juzgando que la Compagnie de Montmorency no se había ocupado adecuadamente de la colonia, el cardenal Richelieu decidió sustituirla por una nueva compañía privilegiada, que nació 29 de abril de 1627. Fue la primera en establecerse en Canadá entre las empresas europeas establecidas en el siglo XVII.

## Historia de la Compañía

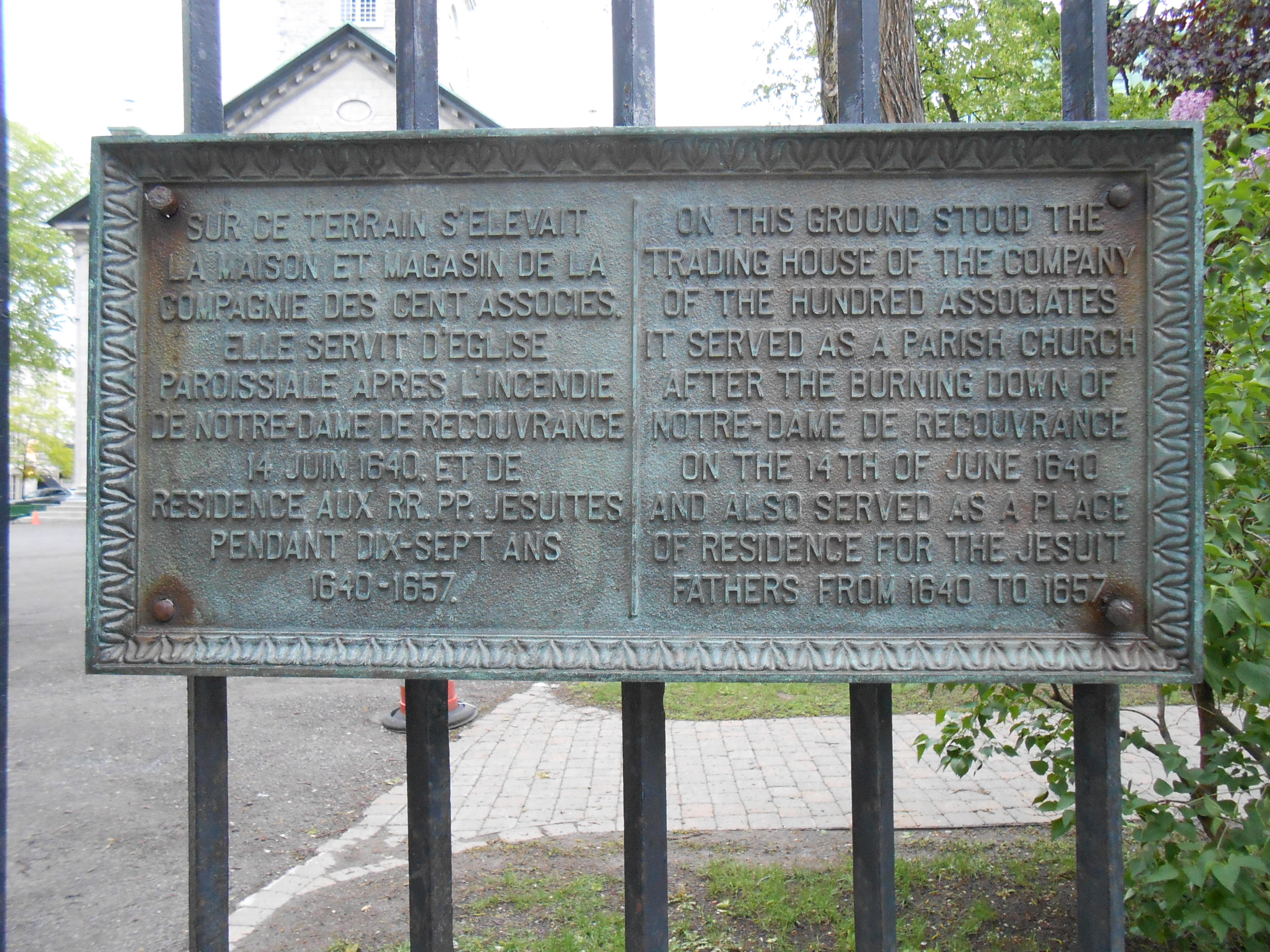
Placa colocada en la valla de un terreno perteneciente a la diócesis anglicana de Quebec. Podemos leer: “En este terreno se encontraba la casa y almacén de la Compañía de los Cien Asociados. Sirvió de iglesia parroquial tras el incendio de Notre-Dame de Recouvrance el 14 de junio de 1640, y de residencia de los RR. PÁGINAS. Jesuitas durante diecisiete años 1640-1657. »

La Compagnie de la Nouvelle France fue capitalizada con 3.000 libras francesas de cada una de sus cien inversores, lo que llevó a que se la conociera ampliamente como la Compagnie des Cent-Associés (Compañía de los Cien Asociados). Sus inversionistas eran muchos funcionarios importantes de la corte francesa, así como comerciantes y financieros, aunque la mayoría de los inversores en compañías comerciales anteriores fueron excluidos. Champlain aparecía con el número 52 en la lista de inversionistas publicada el 14 de enero de 1628. La compañía estaba estrechamente controlada por Richelieu, y se le dio amplia autoridad sobre el comercio y la colonización de toda la Nueva Francia, un territorio que abarcaba todo Acadia, Canadá, Terranova y la Luisiana francesa.
La compañía operó de acuerdo con el mismo patrón que las anteriores compañías privilegiadas. Se le concedió el monopolio de todo el comercio a perpetuidad y el comercio de la piel durante 15 años en los que la Compañía se comprometió a instalar, a su costa, 4000 colonos, a administrar la colonia, a defender el territorio e igualmente a consagrarse en la conversión de los indios. Desde 1628 dirigió un contingente de 400 colonos que fueron interceptados por una flota británica en el golfo de San Lorenzo. 
Desde 1629 hasta 1635 Champlain fue el teniente de la Compañía en la Nueva Francia. En el marco del Antiguo Régimen en Francia, cada comunidad estaba gobernada por un señor y un sacerdote, más un magistrado designado solo por el señor con el acuerdo del sacerdote. Por ello, un componente de la carta otorgada a la compañía proveía que sacerdotes católicos formasen parte de todos los asentamientos y exploraciones y a los sacerdotes se les dio autoridad de gobierno conjunta con los intendentes nombrados. La carta también requería a la compañía que aportase un promedio de 160 pobladores en la Nueva Francia en los siguientes veinticinco años y que soportase su asentamiento durante los siguientes tres años.
La primera flota de colonización y abastecimiento de la compañía salió de Francia en abril de 1628 en época de guerra, y pese a las objeciones de algunos de sus directores. La guerra anglofrancesa (1627-1629) había estallado, lo que aumentaba el riesgo de embargo de los buques con destino a América del Norte. De hecho, el rey Carlos I de Inglaterra había emitido patentes de corso que autorizaban la incautación de envíos franceses e incluso de la toma y destrucción de sus colonias. David Kirke y sus hermanos, en posesión de una de estas comisiones, navegaron por el río San Lorenzo en buques mercantes armados, quemaron una granja francesa, y exigieron que Champlain rindiese Quebec. Él se negó, y los Kirkes se retiraron creyendo que Quebec estaba demasiado fuertemente defendida. Luego encontraron y confiscaron la mal defendida flota de la compañía, y se llevaron los bienes capturados de nuevo a Inglaterra. La compañía perdió el 90% de su inversión inicial con la pérdida de la flota.
La compañía se encontró con numerosas dificultades adicionales en la explotación de la Nueva Francia incluyendo batallas territoriales con los británicos. En 1631 la Compañía tuvo que buscar nuevos inversores dispuestos a aceptar los riesgos. Con el fin de atraer gente y capital, la Compañía tuvo que ceder partes de su monopolio comercial a nuevas filiales. Estos socios subsidiarios, como la Compagnie des Habitants de Quebec, formada por miembros ricos de la élite de varias partes de Francia, se encargó de explotar las pieles. Sin embargo, en las siguientes dos décadas, ese intento también tuvo un éxito muy limitado y Francia centró su atención en cosas más importantes en 1635 cuando se unió a la guerra de los Treinta Años en Europa.
Los descontentos con los colonos de Quebec por el control total de la Compañía causaron muchos problemas y esas cuestiones empeoraron en la década de 1650, cuando la guerra con los iroqueses obstaculizó gravemente el comercio de pieles y amenazó la colonización permanente. Incapaz de hacer frente a las numerosas y continuas dificultades, llevada al borde de la quiebra, la agresividad de los iroqueses no le permitió restaurar su salud financiera en años posteriores. En 1663, Luis XIV procedió a la disolución de la Compañía de la Nueva Francia y retomó el control de la colonia.
En ese momento, había 69 señoríos en poder de 62 individuos y siete instituciones religiosas (jesuitas, sulpicianos y ursulinas, los Hospitalarios de Quebec y de Montreal, la Fabrique de la paroisse de Québec  y los Amerindios cristianos de Sillery).